# Volto su Marte

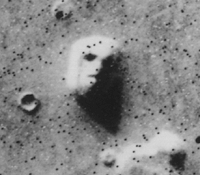
Foto originale del "volto su Marte" scattata dalla sonda Viking 1

Il Volto su Marte (talvolta anche detto Faccia su Marte o Volto di Cydonia) è un'ampia area della superficie del pianeta Marte, situata nella regione di Cydonia. 
Misura approssimativamente 2,65 km in lunghezza e 1,8 km in larghezza e si trova 41° a nord dell'equatore marziano. Fu fotografata per la prima volta il 25 luglio 1976 dalla sonda spaziale Viking 1 che si trovava in orbita sul pianeta. Venne portata all'attenzione del pubblico dalla NASA, che pubblicò la prima foto sei giorni dopo. Altre immagini furono poi rese pubbliche, ed anche in esse era evidente l'effetto di luci ed ombre che riproduceva i tratti di un volto umanoide, da cui quest'area prende il nome.

## Interpretazioni
La foto raffigura uno dei molti altopiani disseminati nella regione marziana di Cydonia. Le sembianze antropomorfe sono dovute ad una combinazione di angolo d'illuminazione (la foto venne scattata con il Sole basso sull'orizzonte marziano), bassa risoluzione della foto (che tende ad ammorbidire le irregolarità della superficie), e tendenza del cervello umano a riconoscere motivi familiari, specialmente volti (pareidolia). Infine, un'interruzione nella trasmissione dati inviati sulla Terra dalla Viking 1 creò una macchia nera esattamente in corrispondenza dell'ipotetica narice.
Questa interpretazione è supportata da successive prove fotografiche prodotte dalla sonda Mars Global Surveyor nel 1998 e nel 2001, e dalla sonda Mars Odyssey nel 2002. Fotografata sotto un'illuminazione completamente differente, e con una risoluzione molto più alta, la zona in questione ricorda molto meno una faccia.
Interpretazioni non scientifiche precedenti al 1998 individuavano nella fotografia un monumento artificiale che alcuni sostengono possa essere la prova che forme di vita extraterrestri intelligenti abbiano abitato o visitato Marte in un certo momento nel lontano passato. Il principale sostenitore di questa teoria è Richard Hoagland. Nel suo libro del 1987: The Monuments of Mars: A City on the Edge of Forever, Hoagland interpreta altre caratteristiche circostanti della superficie marziana, come i presunti resti di una città in rovina e di piramidi. Il libro ha contribuito alla diffusione della leggenda sulla natura artificiale del volto. Altri sostenitori di questa teoria sono lo scrittore azero Zecharia Sitchin (che sostiene che vi sono riferimenti a questa formazione marziana nella letteratura sumerica) ed Ennio Piccaluga.

## La didascalia originale
Di seguito la didascalia originale della foto (in inglese) e la traduzione:

## La conclusione

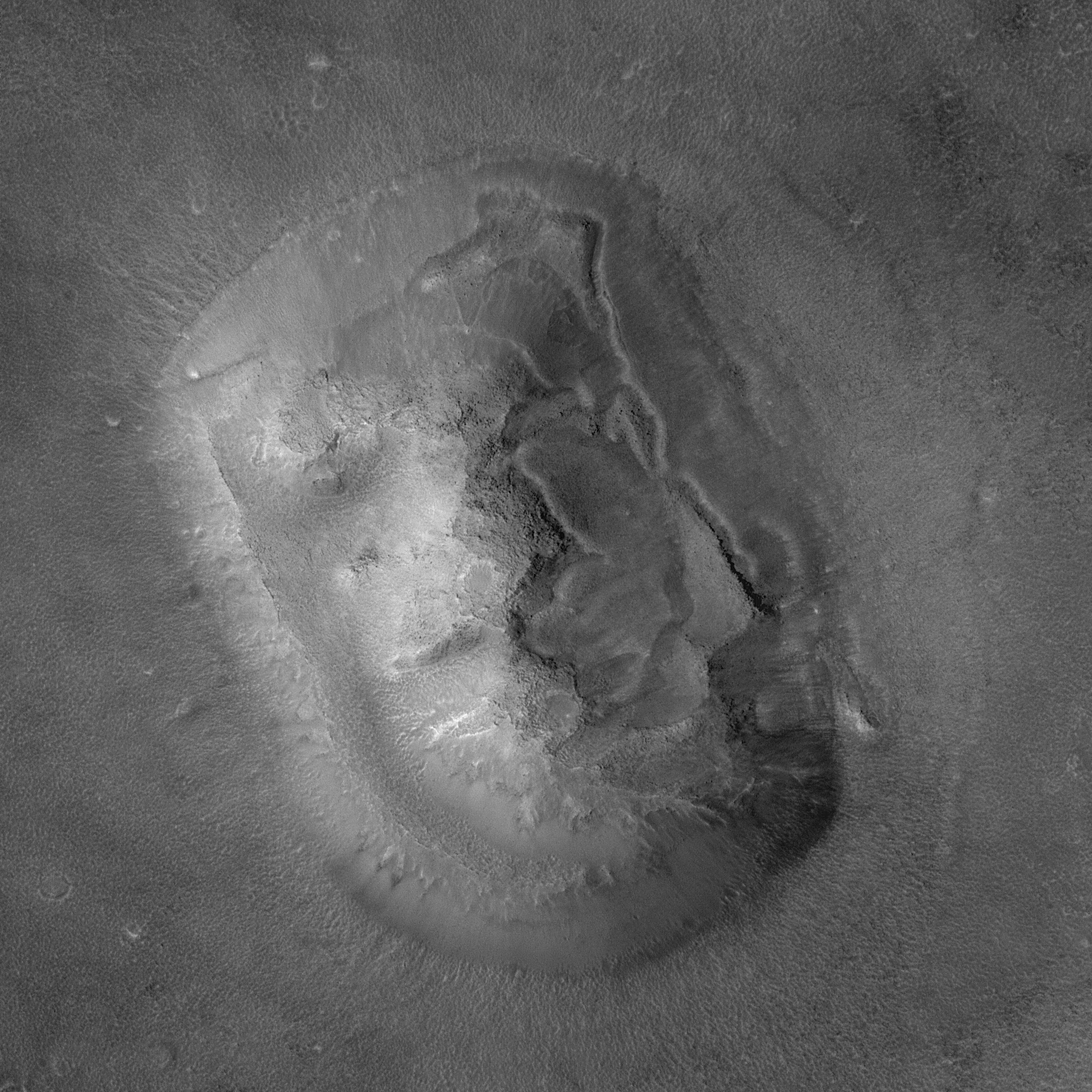
Immagine della "faccia" scattata dalla Mars Global Surveyor nel 1998

Il 21 settembre 2006, l'ESA, l'ente spaziale europeo, ha reso pubbliche nuove immagini ad altissima risoluzione della regione di Cydonia. In esse un pixel copre una dimensione di soli 14 metri. Dalle immagini appare l'origine naturale della cosiddetta "faccia". Dalle immagini ad alta risoluzione fornite dalla sonda Mars Express è stato possibile ricostruire una immagine 3D della conformazione.
In conclusione, l'origine artificiale del volto di Cydonia, ripresa dal Viking appariva soltanto a causa di una pareidolistica interpretazione visiva di immagini spaziali a bassa risoluzione.

## Il volto nella finzione
- Il romanzo di fantascienza Nel labirinto della notte (Labyrinth of Night, 1992) di Allen Steele affronta il tema di Marte partendo dalle osservazioni fatte dalla sonda Viking nel 1976.[10]
- La faccia, chiamata la Sfinge, compare nel romanzo Picatrix di Valerio Evangelisti.[11]
- Nel film Mission to Mars gli astronauti che atterrano sul pianeta riescono ad entrare dentro la faccia (che dispone di un sofisticato sistema di sicurezza), scoprendo che si tratta di un rifugio contenente un'antica astronave.[12]
- Nell'episodio La pietra dello scandalo della terza stagione della serie Futurama di Matt Groening, i protagonisti fanno visita al pianeta, il quale è diventato un "ranch" di proprietari terrieri. Si scopre che il nascondiglio sotterraneo dei nativi marziani è accessibile proprio dalle narici della famosa faccia, che si rivelerà solo la punta dell'iceberg, allorché grazie a una folata di vento verrà scoperto anche il resto del corpo.[13]
- "La faccia su Marte" è la protagonista anche di un episodio della serie tv X-Files (prima stagione) intitolato Sabotaggio alieno (Space). Nell'episodio la faccia sembra essersi impossessata di un ex astronauta rendendosi responsabile di diversi sabotaggi al programma spaziale.
- I videogiochi Zak McKracken and the Alien Mindbenders della LucasArts e UFO: Enemy Unknown della MicroProse mostrano alcune delle sessioni di gioco nella famosa Faccia su Marte.
- Il giornalista azero Zecharia Sitchin sostenne di aver rinvenuto nelle tavolette sumeriche del British Museum di Londra un riferimento al volto. Nel testo si sarebbe narrato di come Alalu, re emerito degli dèi (considerati da Sitchin degli alieni), fosse morto proprio su Marte. Venutalo a sapere per mezzo di Anzû, Ninmah, dea della terra e del parto, avrebbe fatto scolpire il volto del re sulla montagna, affinché guardasse verso la terra.
- Il volto di Marte è stato adottato come logo dalla casa di sviluppo di videogiochi Volition come transizione per l'introduzione al videogioco Red Faction: Guerrilla, ambientato appunto su Marte. La transizione presenta la telecamera di un satellite che monitora la superficie di Marte, per poi spostarsi sull'omonimo volto, che si trasforma nel celebre logo degli sviluppatori.